# Große Bayerische Biographische Enzyklopädie
Die Große Bayerische Biographische Enzyklopädie ist ein mehrbändiges Nachschlagewerk mit Biographien zu Persönlichkeiten, die in Bayern gewirkt haben. Die 2005 in vier Bänden erschienene und von Hans-Michael Körner unter Mitarbeit von Bruno Jahn herausgegebene Enzyklopädie beruht auf der Grundlage der zuvor von Walther Killy und Rudolf Vierhaus herausgegebenen Deutschen biographischen Enzyklopädie (DBE).
Das bei München im K. G. Saur Verlag erschienene Werk mit der Zitierform BBE und der ISBN 978-3-598-11730-5 sowie der ISBN 3-598-11730-2 gehört zur „Liste der fachlichen Nachschlagewerke für die Gemeinsame Normdatei.“
Die BBE erscheint auch als Online-Ausgabe im Verlag De Gruyter.